# Here and Nowhere Else
Here and Nowhere Else è il quarto album discografico del gruppo musicale rock statunitense Cloud Nothings, pubblicato nel 2014.

## Tracce
1. Now Hear In – 3:30
2. Quieter Today – 3:04
3. Psychic Trauma – 2:52
4. Just See Fear – 3:08
5. Giving Into Seeing – 3:48
6. No Thoughts – 3:04
7. Pattern Walks – 7:23
8. I'm Not Part of Me – 4:35